# شوکیرتوز
شوکیرتوز (روسی: Шукыртуз) یک دریاچه در سرزمین آلتای کشور روسیه است.